# マキシム・ゴナロン
マキシム・ゴナロン（Maxime Gonalons, 1989年3月10日 - ）は、フランス・リヨン郊外のヴェニシュー出身の元サッカー選手。ポジションはミッドフィールダー（守備的ミッドフィールダー）。

## 経歴
2008年7月、ブドウ球菌に侵され脚部切断の危機に陥ったが、2009年の夏に治癒し、2009-10シーズンにオリンピック・リヨンとプロ契約を交わした。その年のUEFAチャンピオンズリーグ予備戦のRSCアンデルレヒト戦セカンドレグでプロデビューした。2009年9月12日のFCロリアン戦でリーグ戦デビューを飾った。9月29日、デブレツェニVSC戦で57分からピッチに入り、UEFAチャンピオンズリーグのグループ・リーグに初出場した。10月20日、UEFAチャンピオンズリーグ出場2戦目となったリヴァプールFC戦で初得点。43分に負傷退場したセンターバック、クリスの代役としてピッチに入り、ジェレミー・トゥラランと共にセンターラインを形成。72分にヘディングでゴールを決めた。リヨンは2-1で勝利し、ゴナロンはマン・オブ・ザ・マッチに選ばれた。時を同じくして、フランス・エスポワール（ユース世代の代表）にも選出。
2010年1月25日、リヨンとの契約を2014年まで延長した。
2011年11月11日の対アメリカ代表戦でA代表デビュー。
2017年7月3日、移籍金500万ユーロ、4年契約でローマに移籍した。
2018年8月20日、セビージャにレンタル移籍。
2019年9月2日、グラナダにレンタル移籍した。特定の条件を達成すれば400万ユーロでの買取義務が発生する契約となっている。
2020年8月11日、グラナダに完全移籍し、2023年までの契約を結んだことが発表された。
2022年7月1日、クレルモン・フットへ完全移籍。

## タイトル
リヨン
- トロフェ・デ・シャンピオン: 2012[13]